# Wayland Township (Missouri)
Wayland Township est un township  du comté de Chariton dans le Missouri, aux États-Unis,. Il est baptisé probablement en référence à Eli Wayland, un pionnier.

## Source de la traduction
- (en) Cet article est partiellement ou en totalité issu de l’article de Wikipédia en anglais intitulé « Wayland Township, Chariton County, Missouri » (voir la liste des auteurs).